# Raman Hui
Raman Hui Shing-Ngai (chinês tradicional: 許誠毅 | Hong Kong britânico, 4 de julho de 1963) é um animador, diretor de cinema e produtor de cinema sino-americano. Ele é mais conhecido por dirigir os filmes Monster Hunt e Monster Hunt 2.

## Início de vida
Hui nasceu em Hong Kong e cresceu em uma família monoparental, com sua mãe criando ele e dois outros irmãos. Gostando de desenhar desde muito jovem, foi para a Universidade Politécnica de Hong Kong, onde se formou em 1984 em design gráfico.

## Carreira
Após a formatura, ele trabalhou como animador no Quantum Studios em Hong Kong. Em 1989, mudou-se para o Canadá para fazer um curso de três meses no Sheridan College para aprimorar seus conhecimentos em animação digital. Por um tempo ele estava trabalhando para comerciais de TV em Toronto. Em 1989, Hui começou a trabalhar como animador na Pacific Data Images, que mais tarde foi adquirida pela DreamWorks Animation. Lá, entre outros trabalhos, dirigiu dois curtas-metragens, Sleepy Guy (1995) e Fat Cat on a Diet (2000). Ele foi o supervisor de animação e designer de personagem no primeiro longa-metragem da PDI, FormiguinhaZ, lançado em 1998. A partir daí, ele passou a atuar como supervisor de animação em Shrek e Shrek 2. Em 2004, passou meio ano em Hong Kong, onde dirigiu animação da série de televisão Rei da Selva, da DreamWorks. Em 2007, ele codirigiu seu primeiro longa-metragem, Shrek Terceiro. Também dirigiu três curtas-metragens, Kung Fu Panda: Secrets of the Furious Five, Assustando Shrek e Puss in Boots: The Three Diablos.
Hui ilustrou vários livros de histórias infantis em colaboração com a Kiehl's para arrecadar fundos para várias organizações de Hong Kong. Seu primeiro livro, Brownie and Sesame, foi lançado em 2004, seguido por Piccolo em 2005 e Grandma Long Ears em 2006.
Devido às suas contribuições para os filmes de Shrek, a Forbes listou Hui em 2010 entre os 25 sino-americanos mais notáveis no campo dos negócios. 
Hui disse de si mesmo que é um "Hong Kong que vive na América", estando "espremido entre as culturas ocidental e chinesa". Depois de chegar aos Estados Unidos, além de aprender um novo idioma, Hui teve mais problemas para se adaptar a um estilo de vida diferente: "Hong Kong é um lugar movimentado. Mas o lugar onde eu morava, o Vale do Silício, era tão tranquilo que se você visse alguém andando na rua à noite, você deveria se preocupar.". Embora prefira morar em Hong Kong, Hui prefere trabalhar nos Estados Unidos: "Eles garantem que você tenha tempo suficiente para fazer bem o seu trabalho. Sinto-me apegado a esse país porque foi onde aprendi todas as minhas habilidades.".

## Filmografia

### Cinema
| Ano  | Título                                     | Personagem | Nota(s)                                                |
| ---- | ------------------------------------------ | ---------- | ------------------------------------------------------ |
| 1991 | Muppet*Vision 3D                           |            | animador curta-metragem                                |
| 1994 | Os Anjos Entram em Campo                   |            | diretor de animação                                    |
| 1994 | Sleepy Guy                                 |            | diretor curta-metragem                                 |
| 1995 | Batman Eternamente                         |            | supervisor de animação: Pacific Data Images            |
| 1996 | A Invasão                                  |            | diretor de animação: Pacific Data Images               |
| 1998 | FormiguinhaZ                               |            | designer de personagem/supervisor de animação          |
| 1999 | Fat Cat on a Diet                          |            | diretor/animator curta-metragem                        |
| 2001 | Shrek                                      |            | designer de personagem/supervisor de animação          |
| 2003 | Shrek 4-D                                  |            | supervisor de animação                                 |
| 2003 | Sinbad - A Lenda dos Sete Mares            | Jin        |                                                        |
| 2004 | Shrek 2                                    |            | artista de storyboard adicional/supervisor de animação |
| 2005 | Madagascar                                 |            | animador adicional                                     |
| 2007 | Shrek Terceiro                             |            | codiretor                                              |
| 2008 | Kung Fu Panda: Secrets of the Furious Five |            | diretor curta-metragem                                 |
| 2010 | Shrek para Sempre                          |            | artista de storyboard adicional                        |
| 2010 | Donkey's Caroling Christmas-tacular        |            | story artist curta-metragem                            |
| 2011 | Gato de Botas                              |            | artista de storyboard adicional                        |
| 2012 | Puss in Boots: The Three Diablos           |            | diretor curta-metragem                                 |
| 2015 | Monster Hunt                               |            | diretor                                                |
| 2018 | Monster Hunt 2                             |            | diretor                                                |
| 2024 | The Tiger's Apprentice                     |            | diretor                                                |

### Televisão
| Ano       | Título                 | Personagem | Nota(s)                                     |
| --------- | ---------------------- | ---------- | ------------------------------------------- |
| 1991      | The Last Halloween     |            | animador                                    |
| 1995      | Os Simpsons            |            | animador Episódio: "Treehouse of Horror VI" |
| 2004-2005 | Rei da Selva           |            | diretor de animação                         |
| 2007      | Shrek no Natal         |            | animador                                    |
| 2009      | Feliz Natal Madagascar |            | artista de storyboard/animador              |
| 2010      | Assustando Shrek       |            | codiretor                                   |
| 2012      | Dragões                |            | diretor de animação                         |